# Lycosa fuscana
Lycosa fuscana là một loài nhện trong họ Lycosidae.
Loài này thuộc chi Lycosa. Lycosa fuscana được Mary Agard Pocock miêu tả năm 1901.